# Antrostomus sericocaudatus
El chotacabras coladeseda (Antrostomus sericocaudatus), también conocido como atajacaminos ahumado (en Paraguay), atajacaminos oscuro (en Argentina), chotacabra oscura o chotacabras cola de seda (en Perú), es una especie de ave caprimulgiforme de la familia Caprimulgidae nativa de América del Sur.

## Distribución y hábitat
Su hábitat son los bosques húmedos subtropicales de Argentina, Brasil, Bolivia, Paraguay , Perú y Colombia. 

## Subespecies
Existen dos subespecies reconocidas de esta ave.
- Caprimulgus sericocaudatus mengeli Dickerman, 1975
- Caprimulgus sericocaudatus sericocaudatus (Cassin, 1849)